# ゾステレラ デュビア
ゾステレラ デュビア（Heteranthera dubia）（英名 Water star-grass）は北米から中米に分布するミズアオイ科アメリカコナギ属の沈水植物である。アクアリウムで用いられる。
ゾステレア ドゥビア、ヘテランテラ ドゥビアなどと呼ばれる場合もある。

## 分布
カナダ南部、アメリカ合衆国、メキシコ、キューバ、グアテマラ

## 形態
湖などに生育する沈水性の多年草。
緑～ベージュ色でテープ状の葉を互生させ、一見するとヒルムシロ属によく似ている。しかし葉には顕著な中肋がなく軟質でやや多肉質である。岸辺で水上葉も作るが、水中葉よりずっと小型で肉厚になり、岸部ではしばしば茎が土中に埋まってロゼット状の外観となる。
花は黄色で、1輪ずつ咲く。あたかも6弁のように見えるが、実際には3枚が本当の花弁でのこり3枚は萼があたかも花弁のように変形したものである。

## 栽培
これまで長い期間、一般的に使われた水草であったが、地味な外見からアクアリウムではいまや稀な種となっている。
栽培は容易で、幅広い水温・水質に適応し二酸化炭素添加がなくともよく育つ。一般に水草が育てやすい弱酸性の軟水よりも、むしろ弱アルカリ性の中硬水の方が生育が良い。
ただし、こうした水質が必須なわけではなく一般的な水草の育成に適した弱酸性の軟水でもよく生育する。水槽だと間延びした見た目になりがちだが、線形の葉は水流にたなびかせると美しい。
スイレン鉢で花を楽しむこともできるが、越冬には防寒が必要である。